# Douglas TBD Devastator
Douglas TBD Devastator je bio torpedni bombarder američke mornarice. Naručen 1934. godine, prvi let je imao 1935. godine, a uveden je u službu 1937. godine kao jedan od najnaprednijih mornaričkih zrakoplova. Međutim zahvaljujući brzome tempu razvoja zrakoplova u vrijeme japanskog napada na Pearl Harbor, TBD je već bio potpuno zastarjeli zrakoplov, što se najviše pokazalo u bitci kod Midwaya gdje je učinak Devastatora bio nikakav. Ubrzo potom je povučen s prvih linija bojišnice i zamijenjen modernijim zrakoplovom Grumman TBF Avenger.

## Dizajn i razvoj
TBD Devastator je u mnogo stvari bio prvi za mornaricu. Bio je prvi mornarički jednokrilac, prvi sačinjen cijeli od metala, prvi s potpuno zatvorenim kokpitom, prvi s hidraulički sklopivim krilima, te je pošteno reći da TBD u svoje vrijeme bio revolucionaran zrakoplov. Stajni trap se mogao uvući do pola, tako da su kotači virili 250 mm ispod krila, čime je omogućeno da prisilna slijetanja, prilikom kojih nebi bilo moguće izvući kotače, završe samo s minimalnom štetom.
Posadu su činila tri člana - pilot sprijeda, topnik/radio-operater straga, a nišandžija u sredini. Tijekom bombardiranja, nišandžija je ležao potrbuške nišaneći kroz prozor u dnu trupa, koristeći Norden bombarderski nišan. Naoružanje zrakoplova su činili ili jedan Bliss-Leavitt Mark XIII torpedo ili jedna bomba od 454 kg. Obrambeno naoružanje se sastojalo od zrakoplovne strojnice 7,62 mm ili 12.7 mm sprijeda, te zrakoplovne strojnice 7,62 mm straga. 
Pogon je činio Pratt & Whitney R-1830-64 Twin Wasp zvijezdasti motor od 900 KS (671 kW).
Američka mornarica je otkupila ukupno 129 komada zrakoplova, te su isti razmješteni na nosače zrakoplova USS Saratoga, USS Enterprise, USS Lexington, USS Wasp, USS Hornet, USS Yorktown i USS Ranger.
Američka mornarica je postala svjesna da je TBD Devastator zastario već negdje oko 1940. godine, te se tražila zamjena za istoga (TBF Avenger se još uvijek razvijao), tako da je Devastator ipak dočekao početak rata kao glavni torpedni bombarder na nosačima, usprkos tome što je predstavljao opasnost za svoje posade jer je bio prespor i slabo okretan, s laganim obrambenim oružjem. Njegova brzina pri ispuštanju bombe je bila samo 322 km/h, što ga je činilo lakim plijenom podjednako za lovce kao i za protuzračnu obranu. Torpedo čak nije ni mogao otpustiti na brzinama iznad 185 km/h.
Mornarica je krajem 1941. svojim zrakoplovima počela dodjeljivati imena, tako je TBD postao Devastator.

## Operativna uporaba
U ranim danima rata na Pacifiku, TBD se dobro držao tijekom veljače i ožujka 1942. godine i u bitci kod Koraljnog mora, u kojem su Devastatori pomogli potopiti japanski nosač zrakoplova Shoho.
Postojali su određeni problemi s Mark XIII torpedima. Mnogi bi pri lansiranju jednostavno zatajili i nebi eksplodirali, a neki su ponirali dublje negoli je bilo predviđeno. Mornarici je trebalo više od godine dana kako bi ispravili navedene probleme.
Ti problemi nisu bili ispravljeni u vrijeme bitke kod Midwaya, 4. lipnja 1942. godine. Ukupno 41 Devastator je poletio s nosača USS Hornet, USS Enterprise i USS Yorktown u napad na japansku flotu. Njihova lovačka pratnja je ubrzo izgubila kontakt s njima, tako da su TBD-i započeli napad bez zaštite lovaca. Kako je za lansiranje torpeda bilo potrebno usporiti zrakoplov i uhvatiti pravilnu liniju pristupa brodovima, TDB-i su bili lak plijen za brze i okretne japanske lovce Mitsubishi A6M Zero. Ukupno je preživjelo samo 6 TBD-a od 41 koliko ih je krenulo u napad. Četiri TBD-a su se uspjela vratiti na USS Enterprise, niti jedan na USS Hornet i smo dva na USS Yorktown. Niti jedan lansirani torpedo nije pogodio svoj cilj. Međutim, njihova žrtva nije bila uzaludna; herojske akcije posada Devastator-a su privukle većinu japanskih lovaca, čime su ih omeli, tako da je kasniji dolazak obrušavajućih bombardera SBD Dauntless prošao gotovo neopaženo pri čemu su tri od četiri japanska nosača u roku od nekoliko minuta bila fatalno oštećena od strane Dauntlessa. 
Odmah nakon bitke za Midway mornarica je povukla sve Devastatore, kojih je ionako sveukupno ostalo još samo 39. Nekolicina ih je još kratko ostala u službi na Atlantiku, kao i u jedinicama za obuku sve do 1944. godine Izvorni prototip završio je svoju karijeru u bazi NAS Norman, u Oklahomi, a posljednji TBD u američkoj mornarici je korišten do studenoga 1944. godine, nakon čega je povučen.  Niti jedan zrakoplov nije preživio rat i danas ne postoji niti jedan primjerak u letnom stanju, tek nekoliko olupina pod morem.
Ipak, za katastrofu u bitci kod Midwaya se može reći da je više doživljena zbog ugoženosti torpednih bombardera od protuzračne obrane i lovaca, negoli zbog same zastarjelosti zrakoplova. Usporedbe radi i šest modernijih zrakoplova TBF Avenger-a koji su djelovali s otočja Midway u istoj bitci je također doživilo katastrofu i samo je jedan preživio.

## Tehničke karakteristike (TBD-1)
Osnovne karakteristike
- posada: 3
- dužina: 10,67 m
- raspon krila: 15,24 m
- površina krila: 39,2 m2
- visina: 4,60 m

Letne karakteristike
- najveća brzina: 331 km/h
- dolet: 700 km
- brzina penjanja: 3,7 m/s
- najveća visina leta: 6.000 m
- motor: 1 x Pratt & Whitney R-1830-64 radialni motor

Naoružanje
- naoružanje: 1x7,62mm ili 12,7mm strojnica sprijeda i 1x7,62 strojnica straga, bomba 1x454 kg ili Mark XIII torpedo od 544 kg

## Inačice
- XTBD-1 - prototip pogonjen motorom Pratt & Whitney XR-1830-60 od 800 KS (597 kw), 1 izrađen.
- TBD-1 - proizvodna verzija pogonjena motorom R-1830-64 od 900 KS (671 kw), 129 komada izrađeno.
- TBD-1A - jedan TBD-1 prepravljen u hidroavion.

## Korisnici
- SAD

## Vanjske poveznice
- www.history.navy.mil  Arhivirana inačica izvorne stranice od 17. travnja 2001. (Wayback Machine)
- VT-8 in Color  Arhivirana inačica izvorne stranice od 13. svibnja 2008. (Wayback Machine)
- www.daveswarbirds.com
- www.aviation-history.com